# Léon Roze
Léon Auguste Roze, né le 11 mai 1868 à Paris 19e et mort le 27 décembre 1915 à Paris 18e, est un dessinateur, caricaturiste et illustrateur humoriste de la Belle Époque.

## Biographie
Parisien et témoin de Montmartre, il est le fils de Joseph Léon Roze et de Marie Garnier. Très jeune, il collabore au journal illustré Le Fin-de-siècle, et y reste fidèle de 1891 à 1905, puis à une dizaine d'autres périodiques parmi lesquels Le Triboulet (1894), La Caricature (1896-1904), Le Pêle-Mêle (1897-1900), Le Bon Vivant, Le Charivari, Gil Blas illustré, Le Frou-frou, L'Étrille, revue champenoise (1904), etc..
Léon Roze fait preuve d'antisémitisme dès 1899 en collaborant au journal de Jules Guérin L'Antijuif et en publiant des séries de cartes postales stigmatisant les "types" juifs.

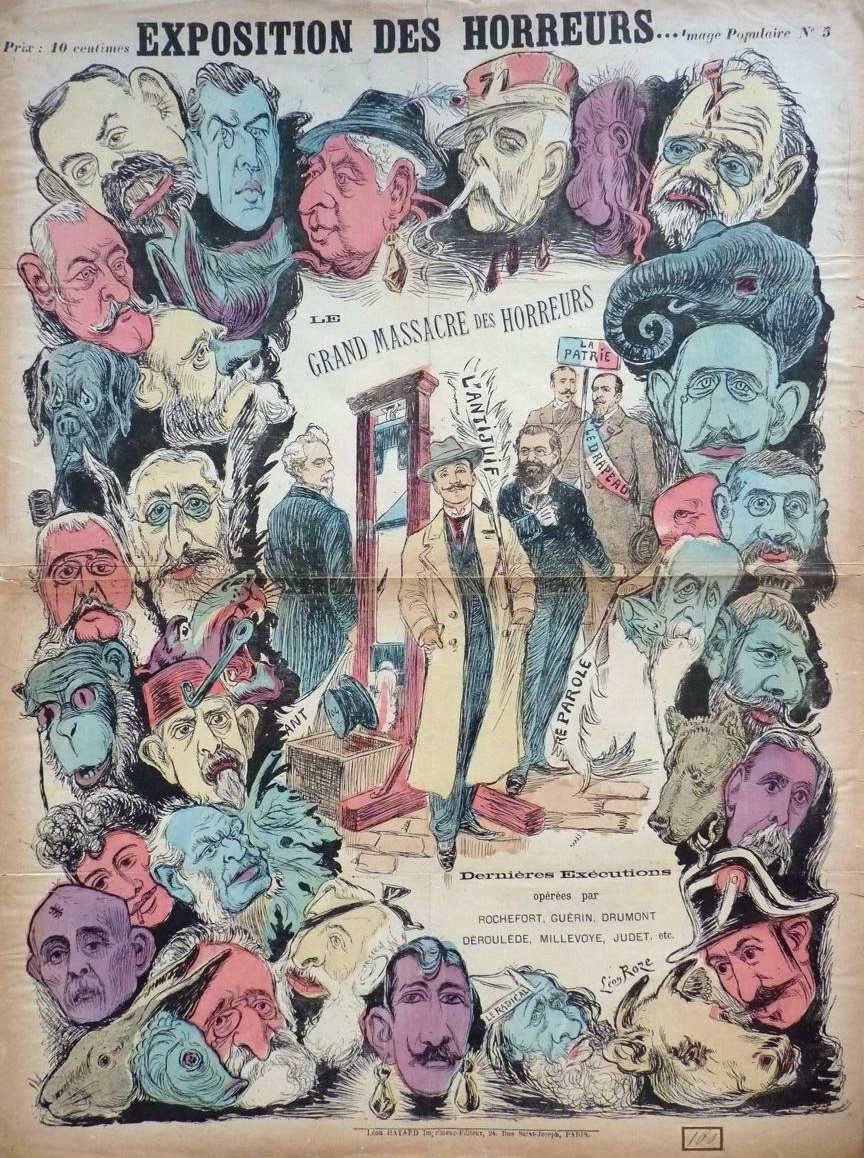
« Exposition des horreurs », caricature parue dans Image populaire (no 5, avril 1900), en marge de l'Exposition universelle.

À partir de 1905, il livre de nombreuses illustrations à des éditeurs d'ouvrages érotiques vendus sous le manteau. Parmi ceux-ci, Jean Fort.
Collaborateur de L'Intrépide dès 1910 pour les éditions Offenstadt frères, il fut également en lien avec l'Imagerie Pellerin, produisant des planches d'images sous forme de strips, destinées aux enfants.
Léon Roze meurt à son domicile, au 44 rue Véron.